# Високі технології

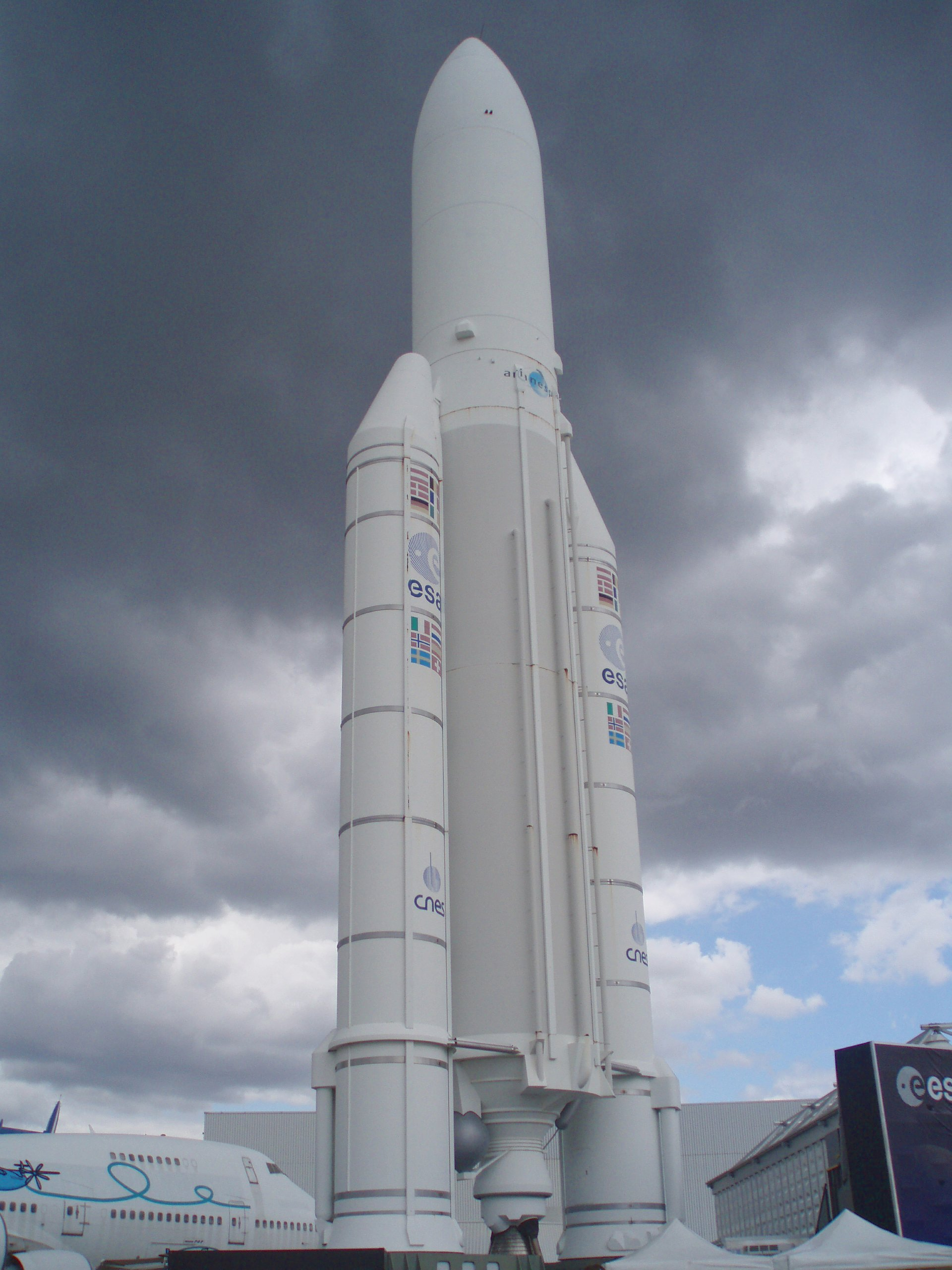
Європейська ракета-носій Аріан-5, символ європейських високих технологій (Музей авіації та космонавтики, Ле Бурже)

Висо́кі техноло́гії (англ. high technology, high tech, hi-tech) — найновіші і найпрогресивніші технології сучасності, використовувані наукомісткими галузями промисловості.

## Історія поняття
Термін «високі технології» перебуває у вжитку, починаючи з кінця 60-х років, коли його почав використовувати журналіст Роберт Мец у своїй авторській колонці в газеті «New York Times» .

## Галузі високих технологій

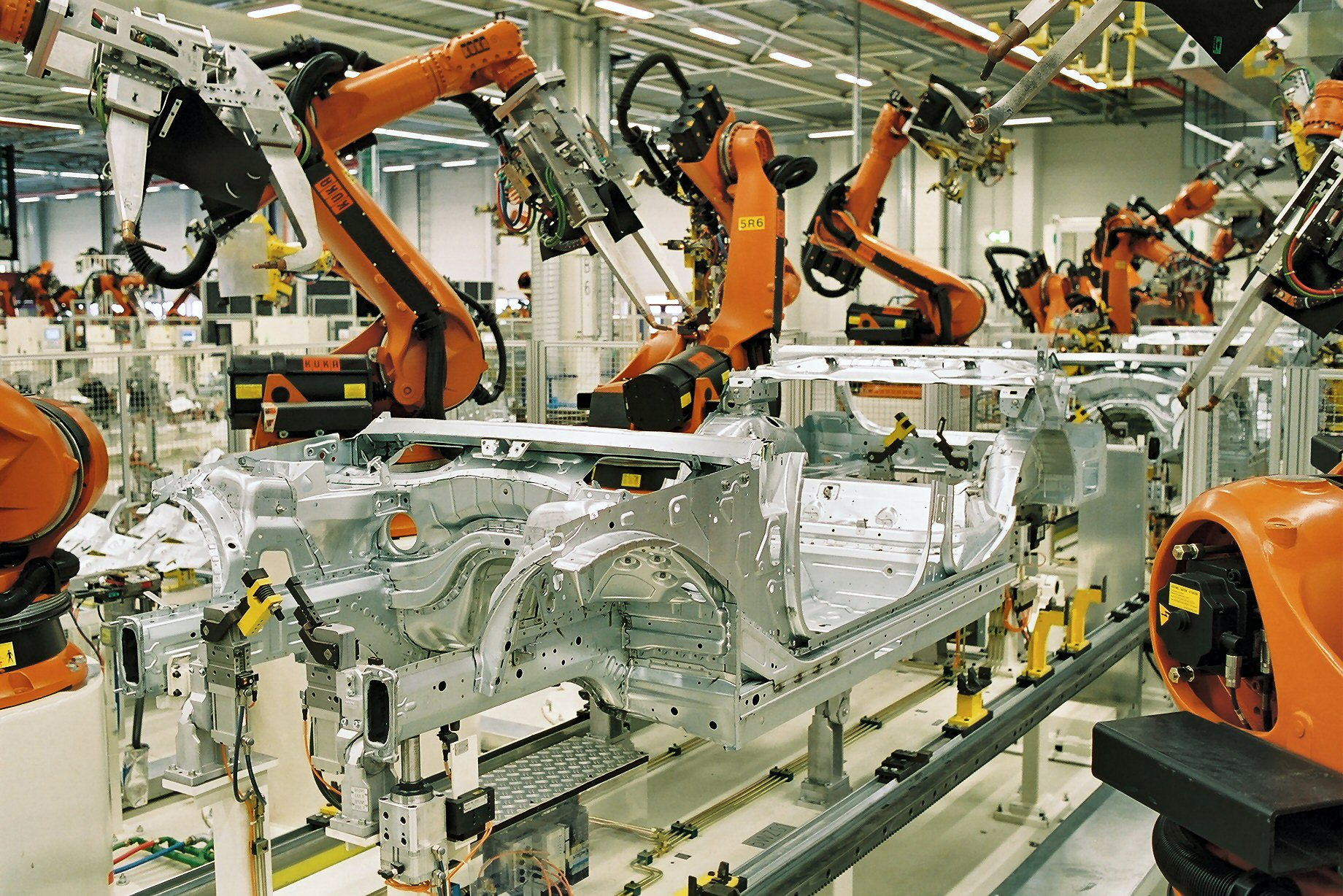
Зварювальні роботи-автомати на складанні кузовів автомобілів BMW в Ляйпцігу

Згідно з визначенням департаменту торгівлі США, галузі, в яких співвідношення витрат на НДДКР та обсягів збуту перевищує більше ніж в два рази середньостатистичні показники, класифікуються як високотехнологічні. Визначення високотехнологічних галузей Організацією економічного співробітництва та розвитку (англ. OECD) враховує три складові — частку витрат на НДДКР у витратах підприємств галузі, частку високотехнологічної комплектації у складі виробів та частку персоналу НДДКР у складі підприємств. Серед таких галузей:
- мікроелектроніка,
- інформаційні технології,
- обчислювальна техніка,
- програмування,
- робототехніка,
- нанотехнології,
- атомна енергетика,
- аерокосмічна техніка,
- біотехнології,
- фармацевтика,
- генна інженерія,
- штучний інтелект.

## Високотехнологічне суспільство
Впровадження технологічних інновацій є важливим фактором успішного економічного розвитку країн. Високі технології дозволяють підвищувати продуктивність праці, забезпечувати лідерство на ринку, зменшувати собівартість виробництва. Відповідно, випереджаючий розвиток технологій дозволяє країнам за рахунок перелічених факторів забезпечувати високий рівень ВВП на душу населення. Це підтверджується досвідом провідних країн світу, таких як США, Японія, Німеччина, Велика Британія, Франція, де наука та інновації розглядаються як базова рушійна сила економічного зростання. Перелічені країни прийнято вважати високотехнологічними суспільствами, оскільки для них характерною є порівняно більш високою питома вага розробки, виробництва та використання високотехнологічних товарів та техніки. Це досягається за рахунок того, що ці країни створили ряд ключових переваг в своїх національних науково-дослідних та інноваційних системах, де ключову роль відіграють підприємницька діяльність та державно-приватне партнерство.

## Високотехнологічне підприємництво

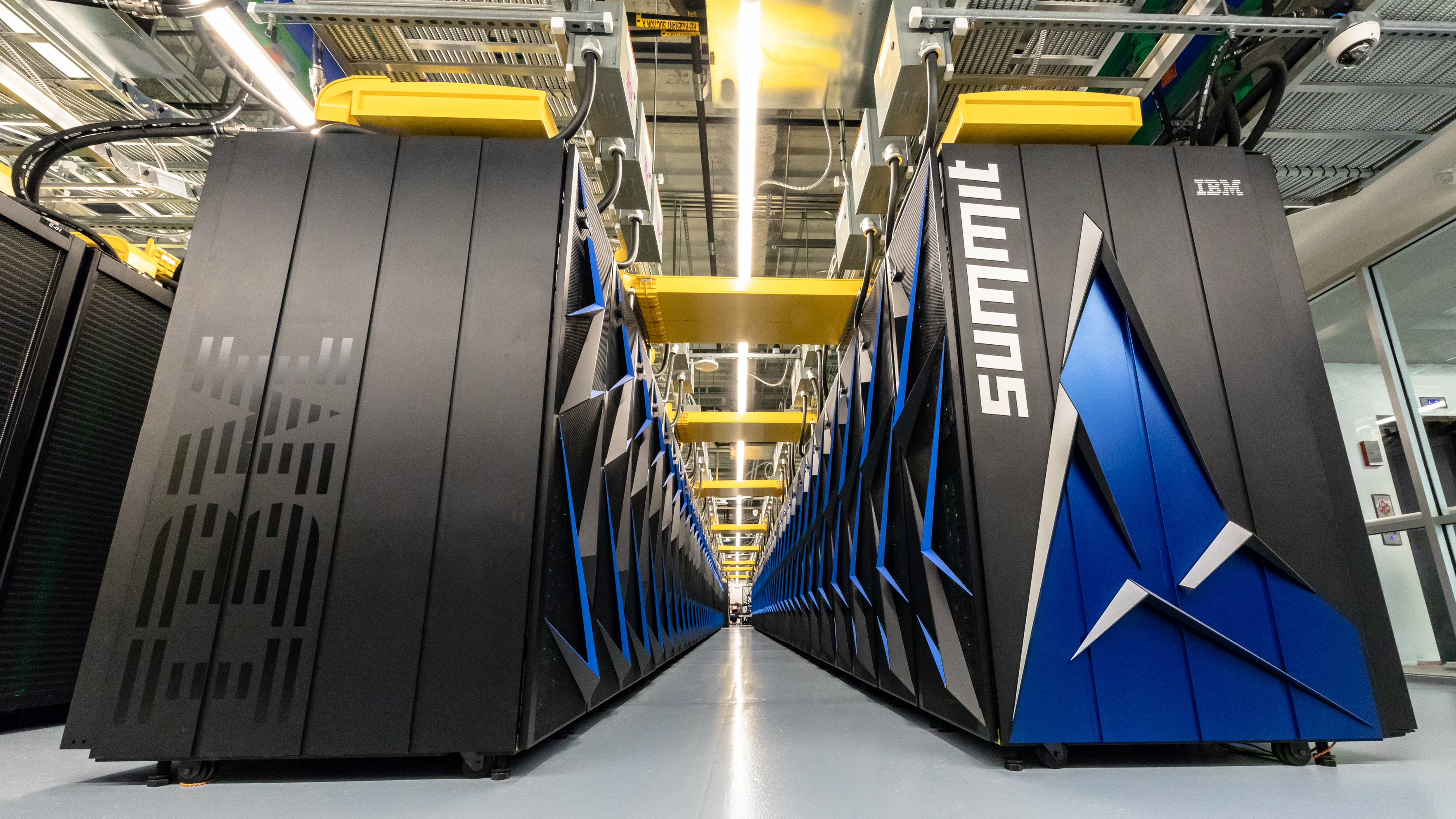
Американський суперкомп'ютер Summit

Стан технологічного розвитку країн в значній мірі визначається рівнем поширеності там високотехнологічного підприємництва. Високотехнологічний підприємець — талановита, освічена людина, яка, натрапивши на цінну наукову ідею, перетворює її на сутність свого бізнесу та працевлаштування. Однією з популярних сучасних форм високотехнологічного підприємництва є створення стартапів.

### Високотехнологічне промислове підприємство
Високотехнологічне промислове підприємство — це підприємство, що виробляє високотехнологічну продукцію, а також здійснює розробку, розвиток і виведення на ринок нових продуктів та/чи інноваційних виробничих процесів шляхом систематичного використання наукових та технічних знань.
Високотехнологічне промислове підприємство визначається за такими основними критеріями:
- наявність у структурі виробництва великої частки високотехнологічної продукції, конкурентоспроможної на міжнародному ринку;
- висока додана вартість та висока продуктивність праці;
- випуск нових видів продукції та/чи нових виробничих процесів;
- використання значною мірою проміжної високотехнологічної продукції для виробництва кінцевої продукції (мають високу частку закупок високотехнологічних товарів для потреб власного виробництва);
- застосування високотехнологічних методів виробництва та високотехнологічних процесів;
- наявність у штаті значної частки працівників технологоорієнтованих професій;
- здійснення значних капіталовкладень у внутрішні та зовнішні дослідження і розробки (НДДКР);
- здійснення значних обсягів інвестицій на техніко-технологічне переозброєння.

### Управління високотехнологічними підприємствами
До особливостей управління високотехнологічними підприємствами відносять такі:
- швидкі та непередбачувані зміни ринків та технологій;
- необхідність використання форсайту та технологічного прогнозування;
- підвищені фінансові ризики;
- невизначеність творчого процесу;
- складність оцінки вартості бізнесу;
- застосування Agile-менеджменту;
- впровадження технологічного менеджменту;
- застосування принципів організацій, що навчаються;
- поширеність адаптивних структур.